# Ctenochira grossa
Ctenochira grossa är en stekelart som först beskrevs av Carl Gustav Alexander Brischke 1871.  Ctenochira grossa ingår i släktet Ctenochira och familjen brokparasitsteklar. Inga underarter finns listade i Catalogue of Life.